# Козловский, Стефан Кароль
Сте́фан Ка́роль Козло́вский (пол. Stefan Karol Kozłowski; 1938—2022) — польский археолог, специалист по европейскому мезолиту и ближневосточному неолиту (Ирак).

## Биография
В 1956—1961 годах обучался в Варшавском университете. В 1961 году защитил магистерскую диссертацию по археологии на тему «Плудская стоянка в Токарах-Ромберже, округ Плоцк». В 1967 году защитил диссертацию на степень доктора исторических наук (аналог российского кандидата наук) по теме «Малопольский мезолит» под руководством хабилитированного доктора (аналог доктора наук в России) Вальдемара Хмелевского.
В 1971 году получил степень хабилитированного доктора, защитив диссертацию на тему «Доисторическая эпоха в Польше в 9 — 4 тыс. до н. э.». С 1976 года возглавляет Мезолитическую комиссию Международного союза по изучению доисторического периода (UISPP), а с 1981 года — профессор Варшавского университета.
Скончался 2 сентября 2022 года.

## Основные сочинения
- Cultural differentiation of Europe from 10th to 5th Millennium B.C. Warszawa, 1975
- Pradzieje ziem polskich od IX do V tysiąclecia p.n.e. Warszawa: PWN, 1972
- Pradzieje Europy od XL do IV tysiąclecia p.n.e. Warszawa: PWN, 1975, (wraz z J. K. Kozłowskim)
- Epoka kamienia na ziemiach polskich, Warszawa: PWN, 1977, (wraz z J. K. Kozłowskim)
- Atlas of the Mesolithic in Europe, Warszawa, 1980
- The Eastern Wing of the Fertile Crescent, BAR International Series 760. Oxford, 1999.
- Territories, Boundaries and Cultures in the Neolithic Near East, BAR International Series 1362. Oxford, 2005 (в соавторстве с O. Aurenche).